# Cursus honorum
O cursus honorum (latim: curso honorífico ou caminho das honras) designava o percurso sequencial das magistraturas romanas exercidas pelos aspirantes a políticos tanto durante a República Romana como nos dois primeiros séculos do Império Romano. A série de cargos políticos culminava no consulado. Foi originalmente criado para os homens da ordem senatorial. Durante o Alto Império, os cidadãos divididos eram em três classes (a ordem senatorial, equestre e plebeia), cujos membros poderiam exercer carreiras políticas distintas (cursus honorum). A magistratura tradicional só era acessível aos cidadãos da ordem senatorial. Os magistrados que resistiram ao fim da república foram, pelo grau de importância no cursus honorum: o cônsul, o pretor, o tribuno da plebe, o edil, o questor e o tribuno militar.